# Талдай, Виктор Андреевич
Виктор Андреевич Талдай (2 июля 1932 — 13 августа 1997) — ветеран и Почетный работник газовой промышленности, лауреат Государственной премии СССР (1982), с 1976 г. по 1986 г. — Начальник ВПО «Туркменгазпром».

## Биография
Русский, родился 2 июля 1932 года в г. Кореновске Краснодарского Края в семье служащих. Отец — Москаленко Василий Степанович. Мать — Москаленко Евдокия Никифоровна.
В 1950 году поступил в Грозненский нефтяной институт, где получил специальность Горного инженера по эксплуатации нефтяных и газовых месторождений.
Трудовую деятельность начал на промыслах НГПУ «Черноморнефть», Объединения «Краснодарнефть» где работал помощником мастера, мастером, начальником проекта, а затем и старшим инженером нефтепромысла.
В 1962 г. был переведен на работу в Газопромысловое Управление «2», Объединения «Кубаньгазпром», где работал начальником производственно — технического отдела, а затем и главным инженером этого управления.
В 1966 г. приказом Министра газовой промышленности СССР был направлен на работу в Туркменскую ССР, где работал сначала Главным инженером, а затем, с 1976 г. — Начальником ВПО «Туркменгазпром».
В 1986 г. был переведен в Москву.
С 1946 г. член ВЛКСМ, с 1955 г. член КПСС.
В 1981—1986 избирался кандидатом в ЦК Компартии Туркменистана, а с 1977 г. депутат Верховного совета ТССР, членом множества НТО, нефтяных и газовых обществ.
Делегат XXVI съезда Коммунистической партии Советского Союза.
Делегат XXII съезда Компартии Туркменистана, ряда отраслевых и республиканских съездов.

## Награды и Премии
Лауреат Государственной премии СССР (1982) и Туркменской ССР в области науки и техники, Почетный работник Газовой промышленности, награждён почетными грамотами Президиума Верховного Совета ТССР, Президиума ВЦСПС.
- 1966 г. — за открытие месторождения Ачак в Туркмении награждён орденом «Знак Почета»
- 1970 г. — от имени Президиума ВС СССР медалью «За доблестный труд»
- 1975 г. — за успешное выполнение заданий страны награждён Орденом «Трудового Красного Знамени»
- 1981 г. — за успешное выполнение заданий 10-й пятилетки награждён «Орденом Октябрьской революции»
- 1982 г. — за большой вклад в развитие газовой промышленности награждён медалью «Ветеран труда»